# Chrisney
Chrisney és una població dels Estats Units a l'estat d'Indiana. Segons el cens del 2000 tenia 544 habitants.

## Demografia
Segons el cens del 2000, Chrisney tenia 544 habitants, 210 habitatges, i 140 famílies. La densitat de població era de 567,7 habitants per km².
Dels 210 habitatges en un 34,3% hi vivien nens de menys de 18 anys, en un 54,3% hi vivien parelles casades, en un 7,1% dones solteres, i en un 33,3% no eren unitats familiars. En el 30,5% dels habitatges hi vivien persones soles el 14,8% de les quals corresponia a persones de 65 anys o més que vivien soles. El nombre mitjà de persones vivint en cada habitatge era de 2,59 i el nombre mitjà de persones que vivien en cada família era de 3,25.
Per edats la població es repartia de la següent manera: un 29% tenia menys de 18 anys, un 7,7% entre 18 i 24, un 27,8% entre 25 i 44, un 19,3% de 45 a 60 i un 16,2% 65 anys o més.
L'edat mediana era de 34 anys. Per cada 100 dones de 18 o més anys hi havia 82,9 homes.
La renda mediana per habitatge era de 34.464 $ i la renda mediana per família de 45.000 $. Els homes tenien una renda mediana de 30.000 $ mentre que les dones 19.125 $. La renda per capita de la població era de 14.127 $. Entorn del 14,1% de les famílies i el 15,1% de la població estaven per davall del llindar de pobresa.

## Poblacions més properes
El següent diagrama mostra les poblacions més properes.